# Blue Zone (együttes)
A Blue Zone (az Egyesült Államokban Blue Name UK néven volt ismert, az ott fennálló viták miatt) egy 80-as évek beli brit együttes volt. Az együttest Lisa Stansfield ének, Ian Devaney (harsona, billentyűs hangszerek, gitár), és Andy Morris (trombita, billentyűs hangszerek, háttérének) alkották.

## Előzmények
A csapat csupán néhány dalt - "On Fire" , "Thinking About His Baby" (megjelent 1987-ben), a "Jackie"  - jelentetett meg, és egy albumot "Big Thing" címmel. Ezek után a trió úgy döntött, hogy Stansfield szólókarrierjére összpontosít. Morris a trió elhagyása után közösen írta Stansfield első három albumát. Devaney és Stansfield később összeházasodtak, és közös zenei kiadóval rendelkeznek, valamint továbbra is közösen írják a dalokat.

## Diszkográfia

### Stúdióalbum
| Cím                                                                   | Album megjelenés                                                     | Legjobb slágerlistás helyezés | Legjobb slágerlistás helyezés | Legjobb slágerlistás helyezés | Legjobb slágerlistás helyezés | Legjobb slágerlistás helyezés | Legjobb slágerlistás helyezés | Legjobb slágerlistás helyezés | Legjobb slágerlistás helyezés | Legjobb slágerlistás helyezés | Legjobb slágerlistás helyezés | Díjak |
| Cím                                                                   | Album megjelenés                                                     | UK                            | AUS                           | AUT                           | BEL                           | GER                           | ITA                           | JAP                           | SPA                           | SWI                           | US                            | Díjak |
| --------------------------------------------------------------------- | -------------------------------------------------------------------- | ----------------------------- | ----------------------------- | ----------------------------- | ----------------------------- | ----------------------------- | ----------------------------- | ----------------------------- | ----------------------------- | ----------------------------- | ----------------------------- | ----- |
| Big Thing                                                             | - Megjelent: 1988. november - Label: Arista - Formátum: CD · LP · MC | —                             | —                             | —                             | —                             | —                             | —                             | —                             | —                             | —                             | —                             |       |
| "—" nem volt slágerlistás helyezés, vagy nem jelent meg az országban. |                                                                      |                               |                               |                               |                               |                               |                               |                               |                               |                               |                               |       |

### Kislemezek
| Év                                                                    | Cím                       | Legjobb slágerlistás helyezés | Legjobb slágerlistás helyezés | Legjobb slágerlistás helyezés | Legjobb slágerlistás helyezés | Legjobb slágerlistás helyezés | Legjobb slágerlistás helyezés | Legjobb slágerlistás helyezés | Legjobb slágerlistás helyezés | Legjobb slágerlistás helyezés | Legjobb slágerlistás helyezés | Díjak | Album     |
| Év                                                                    | Cím                       | UK                            | AUS                           | AUT                           | BEL                           | GER                           | IRE                           | NLD                           | US                            | US Dance                      | US R&B                        | Díjak | Album     |
| --------------------------------------------------------------------- | ------------------------- | ----------------------------- | ----------------------------- | ----------------------------- | ----------------------------- | ----------------------------- | ----------------------------- | ----------------------------- | ----------------------------- | ----------------------------- | ----------------------------- | ----- | --------- |
| 1986                                                                  | "Love Will Wait"          | —                             | —                             | —                             | —                             | —                             | —                             | —                             | —                             | —                             | —                             |       | N/A       |
| 1986                                                                  | "Finest Thing"            | —                             | —                             | —                             | —                             | —                             | —                             | —                             | —                             | —                             | —                             |       | N/A       |
| 1987                                                                  | "On Fire"                 | 99                            | —                             | —                             | —                             | —                             | —                             | 56                            | —                             | —                             | —                             |       | Big Thing |
| 1988                                                                  | "Thinking About His Baby" | 79                            | —                             | —                             | —                             | —                             | —                             | —                             | —                             | —                             | —                             |       | Big Thing |
| 1988                                                                  | "Big Thing"               | —                             | —                             | —                             | —                             | —                             | —                             | —                             | —                             | —                             | —                             |       | N/A       |
| 1988                                                                  | "Jackie"                  | —                             | 99                            | —                             | —                             | —                             | —                             | —                             | 54                            | 37                            | —                             |       | Big Thing |
| "—" nem volt slágerlistás helyezés, vagy nem jelent meg az országban. |                           |                               |                               |                               |                               |                               |                               |                               |                               |                               |                               |       |           |